# توداوات
التُوداوات (الاسم العلمي: Sorbarieae)، قبيلة نباتات من فصيلة الوردية، وتنتمي إلى الفصيلة العليا اللوزاوات.